# كارلوس بيتا
كارلوس بيتا غونزاليس (بالإسبانية: Carlos Pita González) (من مواليد 8 ديسمبر 1984 في لاكورونيا، غاليسيا) هو لاعب كرة قدم محترف إسباني، يلعب لنادي لوغو في مركز خط الوسط.

## وصلات خارجية
- كارلوس بيتا على موقع قاعدة بيانات كرة القدم.إي يو (الإنجليزية)
- كارلوس بيتا على موقع Soccerbase.com (لاعب) (الإنجليزية)
- كارلوس بيتا على موقع Soccerway.com (الإنجليزية)
- كارلوس بيتا على موقع عالم كرة القدم.نت (الإنجليزية)
- كارلوس بيتا على موقع AS.com (الإسبانية)

- BDFutbol profile
- Futbolme profile (بالإسبانية)
- Transfermarkt profile